# Birgittakyrkan, Sundsvall
Birgittakyrkan är en kyrkobyggnad i Skönsberg i Sundsvall, vilken tillhör Sköns församling i Svenska kyrkan

## Kyrkobyggnaden
Efter att församlingen fått köpa mark i Vasaparken i Skönsberg, fick arkitekt Carl-Axel Acking uppdraget att göra ritningar till kyrkan med tillhörande lokaler. Ritningarna godkändes 1968 och bygget påbörjades i slutet av samma år. Kyrkan invigdes den 30 januari 1972 av Arne Palmqvist, dåvarande biskop i Härnösands stift.

## Inventarier
Altartavlan har målats av Ulf Öhrström.
I tornet hänger två klockor gjutna av Bergholtz klockgjuteri i Sigtuna.

## Bildgalleri

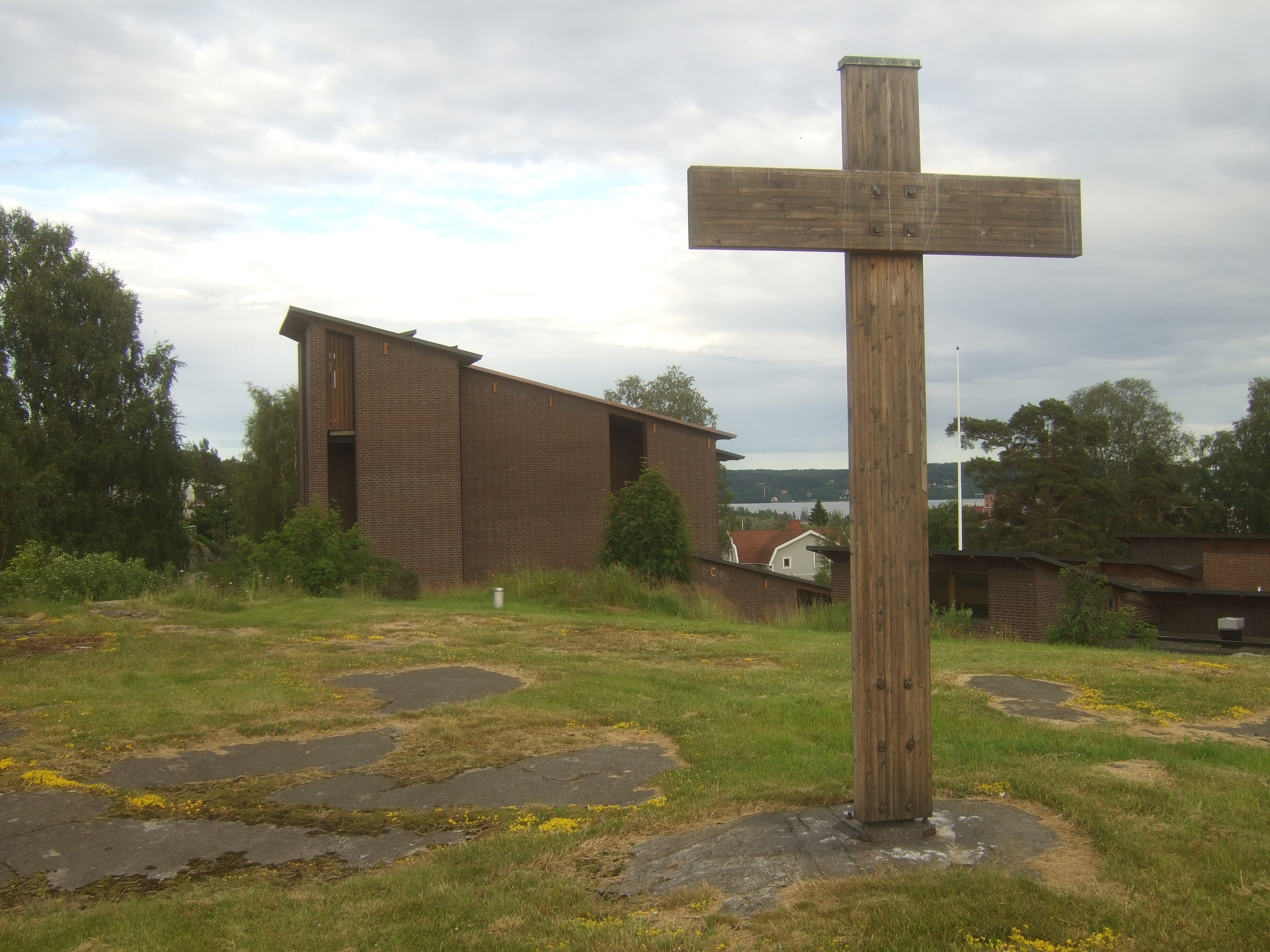
Birgittakyrkan med korset i förgrunden
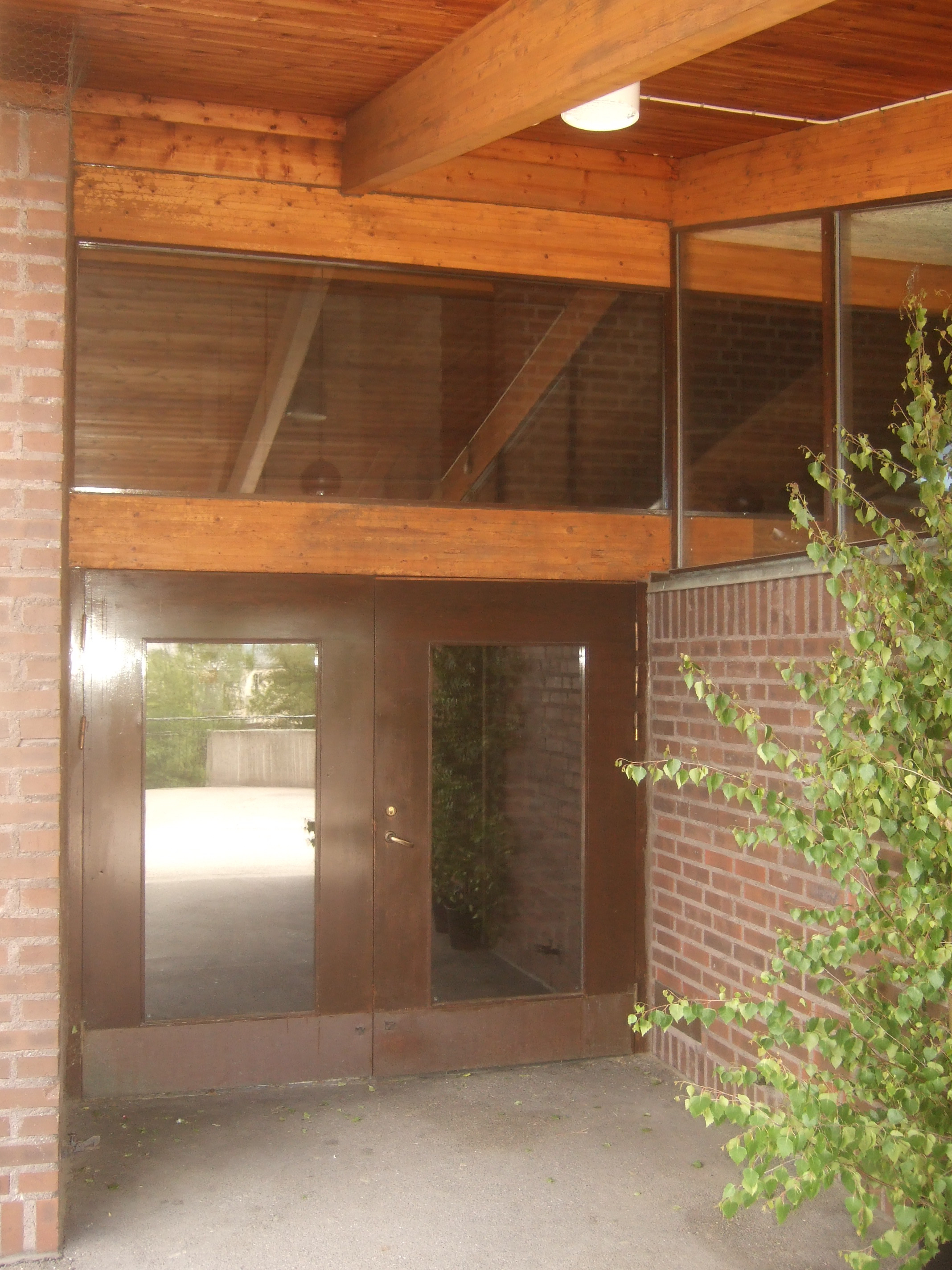
Huvudentrén
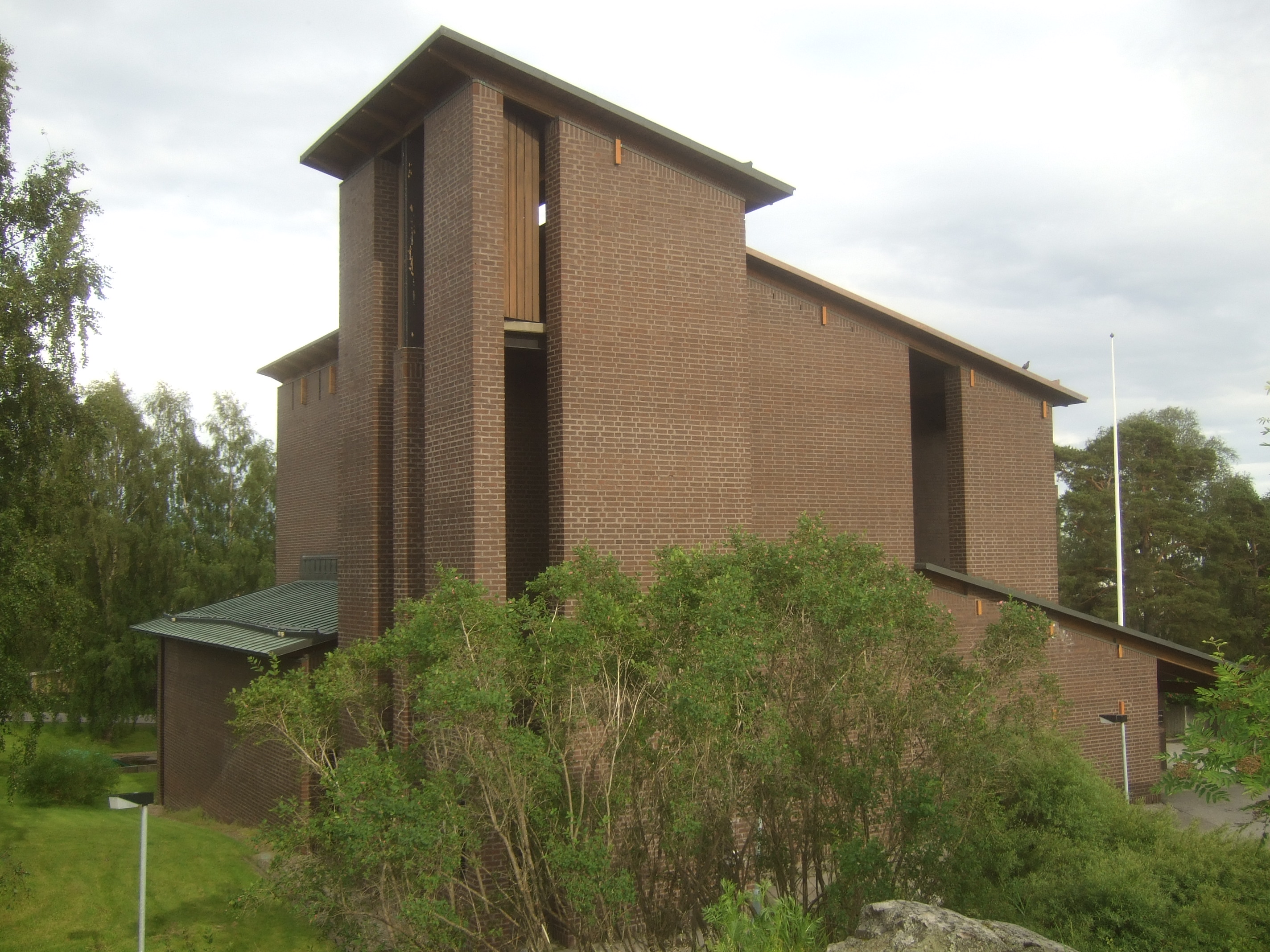
Kyrkan i ett annat perspektiv
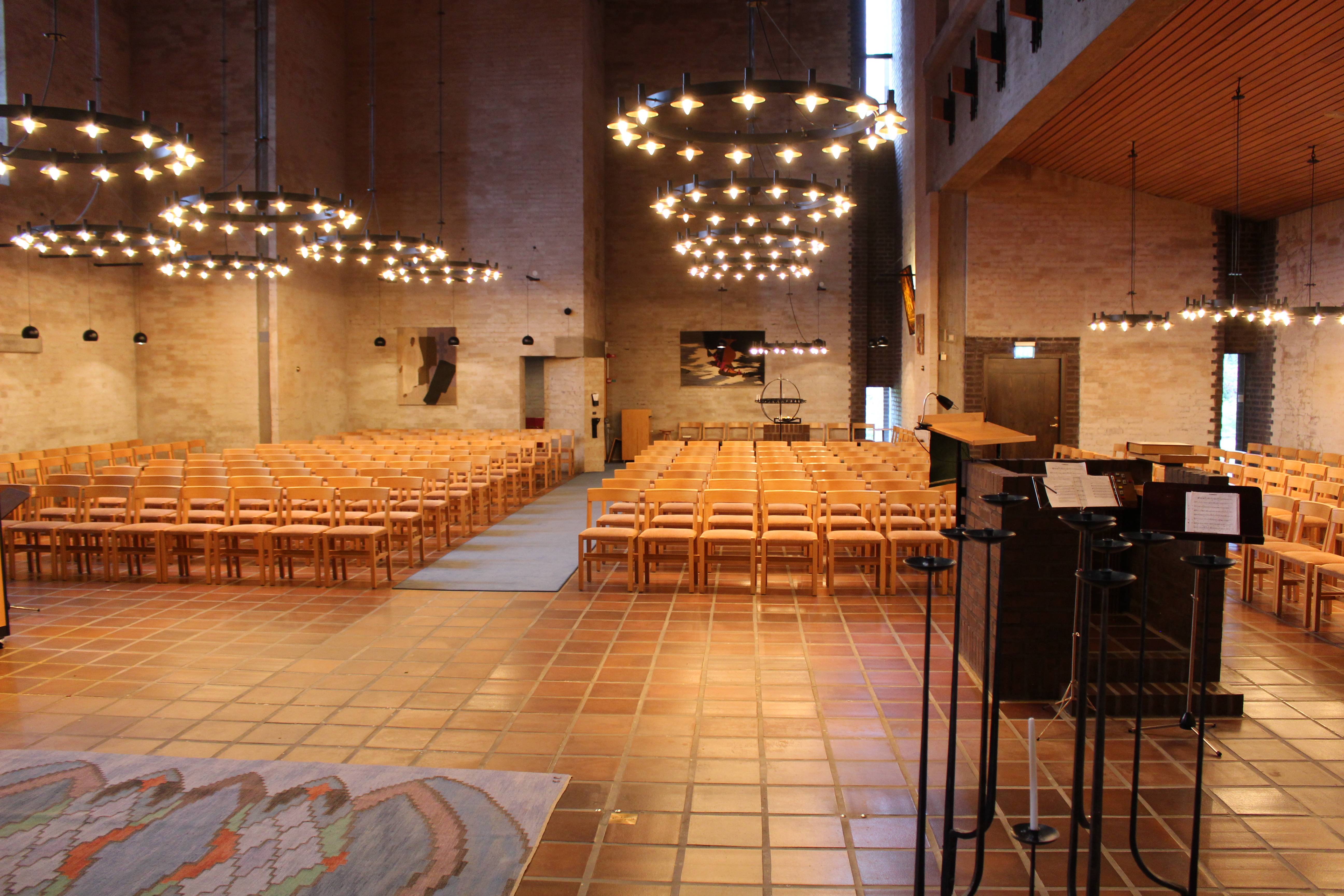
Kyrkorum mot väster
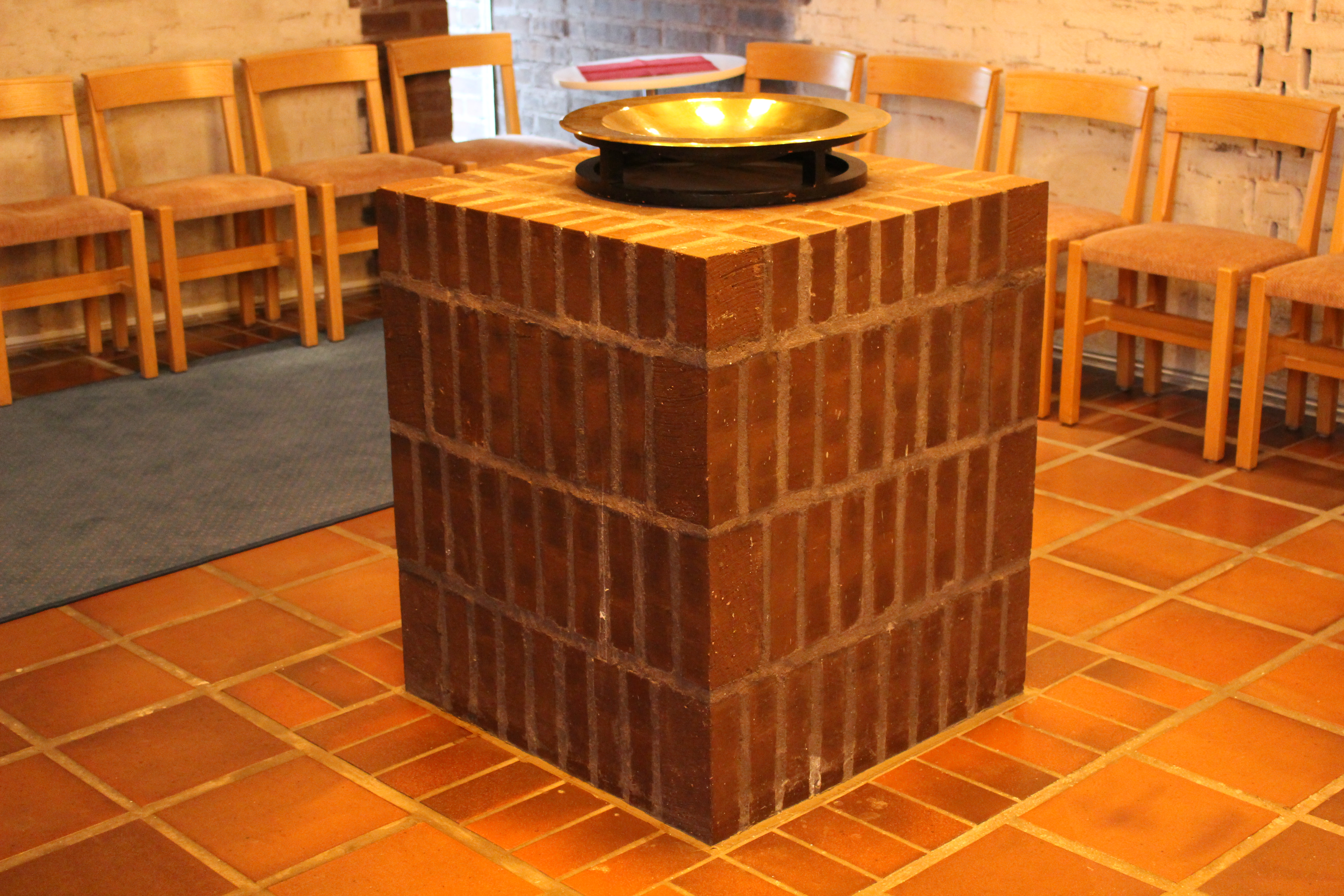
Dopfunt
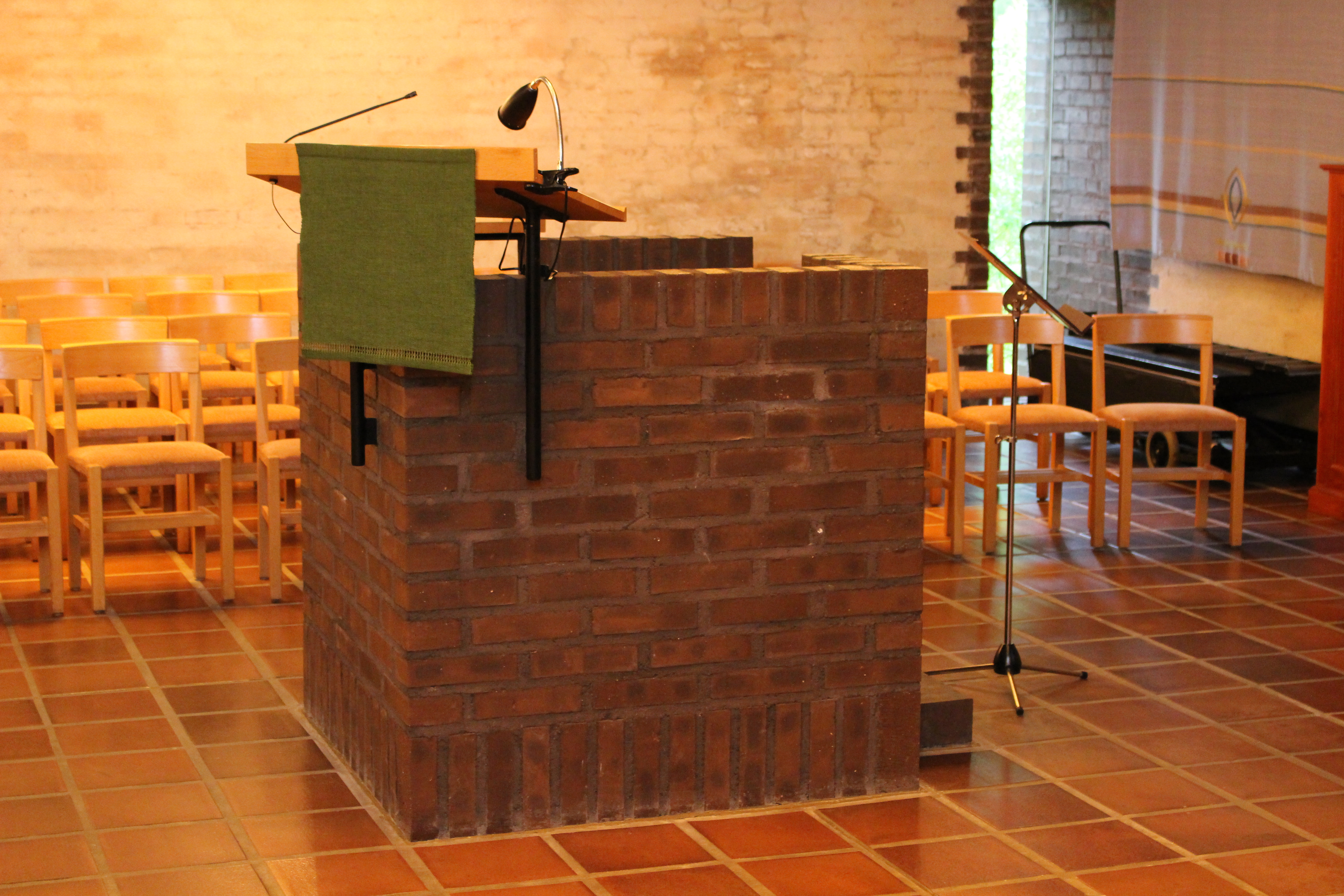
Predikstol
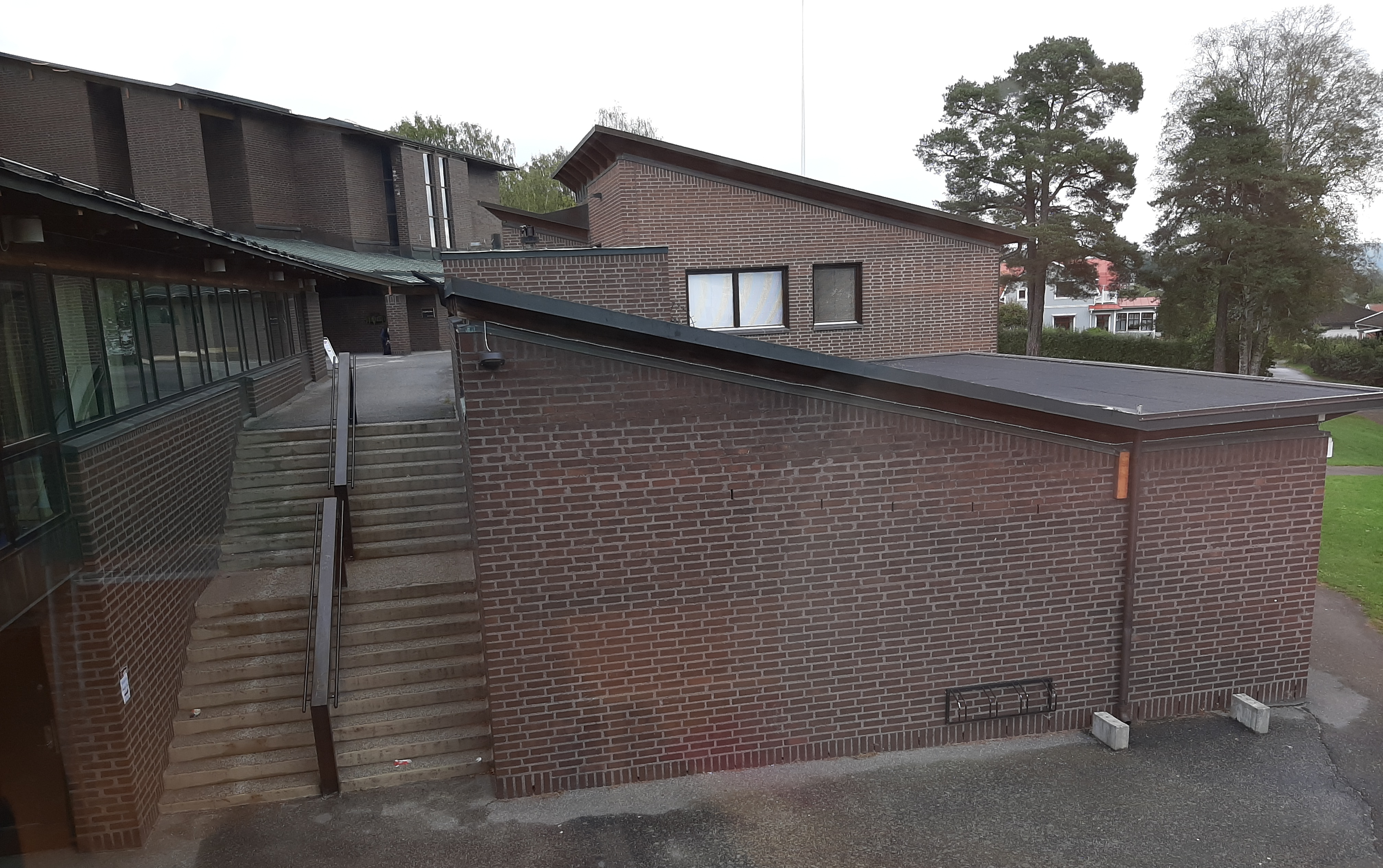

### Fotnoter
1. 1 2  ”Birgittakyrkan”. Svenska kyrkan - Sköns församling. Arkiverad från originalet den 22 oktober 2012. https://web.archive.org/web/20121022182514/http://www.svenskakyrkan.se/default.aspx?id=658855. Läst 27 februari 2013.
2. ↑  ”Brgittakyrkans webbplats”. Arkiverad från originalet den 22 oktober 2012. https://web.archive.org/web/20121022182514/http://www.svenskakyrkan.se/default.aspx?id=658855. Läst 27 februari 2013.